# ماوريسيو أرتيجا
ماوريسيو أرتيجا هو منافس ألعاب قوى إكوادوري، ولد في 8 أغسطس 1988 في كوينكا في الإكوادور.

## وصلات خارجية
- ماوريسيو أرتيجا على موقع الاتحاد الدولي لألعاب القوى (الإنجليزية)
- ماوريسيو أرتيجا على موقع أوليمبيديا (الإنجليزية)